# 천부초등학교 석포분교
천부초등학교는 대한민국 경상북도 울릉군에 있었던 초등학교 분교이다.

## 학교 연혁
- 일자미상 : 개교
- 1979년 3월 1일 천부국민학교 석포분교장 개편
- 1996년 3월 1일 천부초등학교 석포분교장 개편
- 1998년 2월 28일 폐교 및 천부초등학교 통폐합

## 참고 자료
- 천부초등학교 석포분교 - 한국교육학술정보원 학교알리미